# Paheri
Paheri war ein lokaler altägyptischer Fürst in Elkab vom Anfang der 18. Dynastie (Neues Reich – ca. 1500 v. Chr.). Er ist vor allem von seinem Felsengrab in el-Kab (EK3) bekannt.

## Familie
Paheris Genealogie lässt sich weitgehend – über sieben Generationen – rekonstruieren, von der Ur-Ur-Großmutter bis zu seinen Enkeln, insbesondere über die mütterliche Linie.
Sein Großvater mütterlichseits war Ahmose, Sohn der Ibana, dessen biographische Inschrift von großem historischen Interesse ist, weil sie unter anderem Details über die Vertreibung der Hyksos gibt. Ibana war mit Baba (auch Bibi genannt) verheiratet, dessen Mutter Ra-inet in Ahmoses Grab (EK5) genannt wird; sie ist Paheris Ur-Ur-Großmutter. Da Ahmoses Vorfahren nicht-ägyptische Namen tragen, wurde vermutet, dass sie Ausländer, vielleicht Asiaten waren.
Ahmoses Ehefrau war Ipu, Paheris Großmutter. Beide hatten u. a. eine Tochter namens Kem, die Ehefrau von Iti-reri wurde, der als „Erzieher des Königssohnes“ Wadjmes, Sohn Thutmosis' I., enge Beziehungen zum Königshause hatte. Sie sind Paheris Eltern. In Paheris Grab sind auch seine zwei Onkel und zehn Geschwister dargestellt und benannt.
Paheri selbst war mit Henut-er-neheh vermählt; sie hatten sechs Kinder. Es gibt Hinweise auf Paheris Enkel, mindestens einer ist im Grab dargestellt, aber ohne Namen.
Diese und weitere Verwandtschaftsverhältnisse sind in der Grabpublikation zusammengestellt und auch graphisch veranschaulicht worden.

## Ämter und Karriere
Paheri war „Schreiber“. Er trug die Titel „Bürgermeister von Elkab“ und zugleich „Bürgermeister von Esna“, „dies verweist auf eine sich anbahnende Verlagerung des Verwaltungsmittelpunktes, weshalb dann in der Ramessidenzeit nur noch Bürgermeister von Esna auftreten“. Beide Städte liegen etwa 35 km (Luftlinie) entfernt und gehören zum 3. oberägyptischen Gau Nechen. Paheris Vorfahren waren keine Bürgermeister. Somit müssen ihm diese Ämter direkt vom König übertragen worden sein.
Abgesehen von diesen lokalen Titeln hatte Paheri auch Titel mit überregionaler Bedeutung: Er war „einer, der das Korn zählt von Dendera bis Elkab“, „der die Aufsicht führt auf den Äckern der ‚Südgegend‘“ (Teil von Oberägypten oder auch ganz Oberägypten) und „der das Herz des Oberschatzmeisters erfüllt bei der Südreise“ (Inspektionsreise durch Oberägypten), wie es an verschiedenen Stellen in seinem Grab heißt. Alle diese Titel weisen darauf hin, dass er in erheblichem Maße Verantwortung für einen Teil Oberägyptens trug. Er führte auch einen Priestertitel „Vorsteher der Priester von Elkab“.
An einer Stelle in seinem Grab wird er als „Erzieher für den Königssohn“ Wadjmes bezeichnet. Das hat die Frage aufgeworfen, ob es sich um den gleichen Wadjmes handelt wie bei seinem Vater Iti-reri oder um einen anderen Wadjmes, möglicherweise um einen Sohn Thutmosis' III., denn auf Paheris Schoß sitzt ein nacktes Kleinkind mit Jugendlocke, während an anderer Stelle im Grab Wadjmes und Amenmes, beide als Erwachsene, vor Iti-reri dargestellt sind.
Paheri war auch zuständig für das Grab seines Großvaters Ahmose, Sohn der Ibana (EK5), wie einer Widmungsinschrift in dessen Grab zu entnehmen ist: „Der Sohn seiner Tochter ist es, der die Arbeit an diesem Grabe leitete, indem er den Namen des Vaters seiner Mutter leben ließ, der Zeichner des Amun, Paheri, der selige.“ Dass es sich bei diesem Paheri zweifelsfrei um den Inhaber des Grabes EK3 handelt, hat erst eine Nachuntersuchung des Grabes von Ahmose ergeben, bei der auf der Fassade in bisher undokumentierten Inschriften Paheri mit den gleichen Titeln genannt wird wie in dessen Grab.

## Autobiographische Inschrift
In seinem Grab befindet sich eine autobiographische Inschrift, die drei Statuen umrahmen, die sehr gelitten haben, nur die Umrisse sind noch zu erkennen: In der Mitte ist Paheri selbst, rechts von ihm (wenn man davor steht) seine Mutter Kem, links seine Gemahlin Henut-er-neheh. Die Inschrift lässt sich in zwei große Abschnitte gliedern: Der erste Abschnitt richtet sich an Paheri und spricht ihn direkt an: „du bist unter den Ersten der Gelobten“, während im zweiten Abschnitt Paheri selbst spricht und sich an die Grabbesucher wendet: „Er spricht: Ich bin ein Edler ...“. Die Inschrift beginnt mit der traditionellen Opferformel „ein Opfer, das der König gibt ...“ und endet mit einem Anruf an Lebende, ein Opfergebet zu seinen Gunsten zu sprechen. Dazwischen berichtet Paheri von seinem Lebenswandel. Bezeichnend ist, dass er sich als gebildeter Schreiber präsentiert: „mein Griffel machte mich bekannt“ und „nicht sagte ich die Worte des Pöbels“. An der Westwand seines Grabes ließ er sich als Schreiber darstellen, der eine Viehzählung vornimmt: „Berechnen der Zahl der Herden durch den Bürgermeister von Esna ...“, und so schreibt er in seiner Autobiographie: „Ich habe berechnet die Grenzen in der Schrift und die Ufer in allen guten Dingen des Königs, sowie allen Dingen des Königshauses, es lebe, sei heil und gesund, wie der Nil, wenn er zum Meere fließt.“ Dieses Bild wird von Sethe so erläutert: „Wie der Nil auf seinem Weg zum Meere die Grenzen und Ufer bestimmt, so will der Tote in der Fülle des königlichen Besitzes Grenzen und Ufer bestimmt haben.“ Paheri stellt sich demnach nicht nur als Gelehrter, sondern auch als umsichtiger Verwalter des königlichen Besitzes dar.

## Sein Grab
Dieses Grab wurde mit Reliefs ausgeschmückt und gehört zu den best erhaltenen der frühen 18. Dynastie. Das Grab unterstreicht die bedeutende Rolle dieser Stadt am Anfang dieses Zeitalters. Die Grabstätte besteht aus der oberirdischen Kapelle, die wiederum aus einem Raum besteht und hat einen Schacht vor dieser, der zu der Grabkammer hinabführt.
Im Grab finden sich auf der Westwand vor allem landwirtschaftliche Szenen und solche die Totenrituale im Mittelpunkt haben, auf der Ostwand ist ein großes Festbankett dargestellt. An der Rückwand ist eine Nische, in der drei Statuen stehen, die Paheri, seine Gemahlin Henuterneheh und seine Mutter Kemi darstellen. Der Rest der Wand ist mit einer großen biographischen Inschrift versehen.
In diesem Grab wird Paheri auch als „Erzieher des Königssohnes“ bezeichnet und ist in einer Szene dargestellt, in der er Wadjmes (Wadjmose), den Sohn Thutmosis I., auf seinem Schoß trägt. Eine andere Szene zeigt, wie Paheri dem Wadjmes und dem weiteren Königssohn Amunmose opfert.

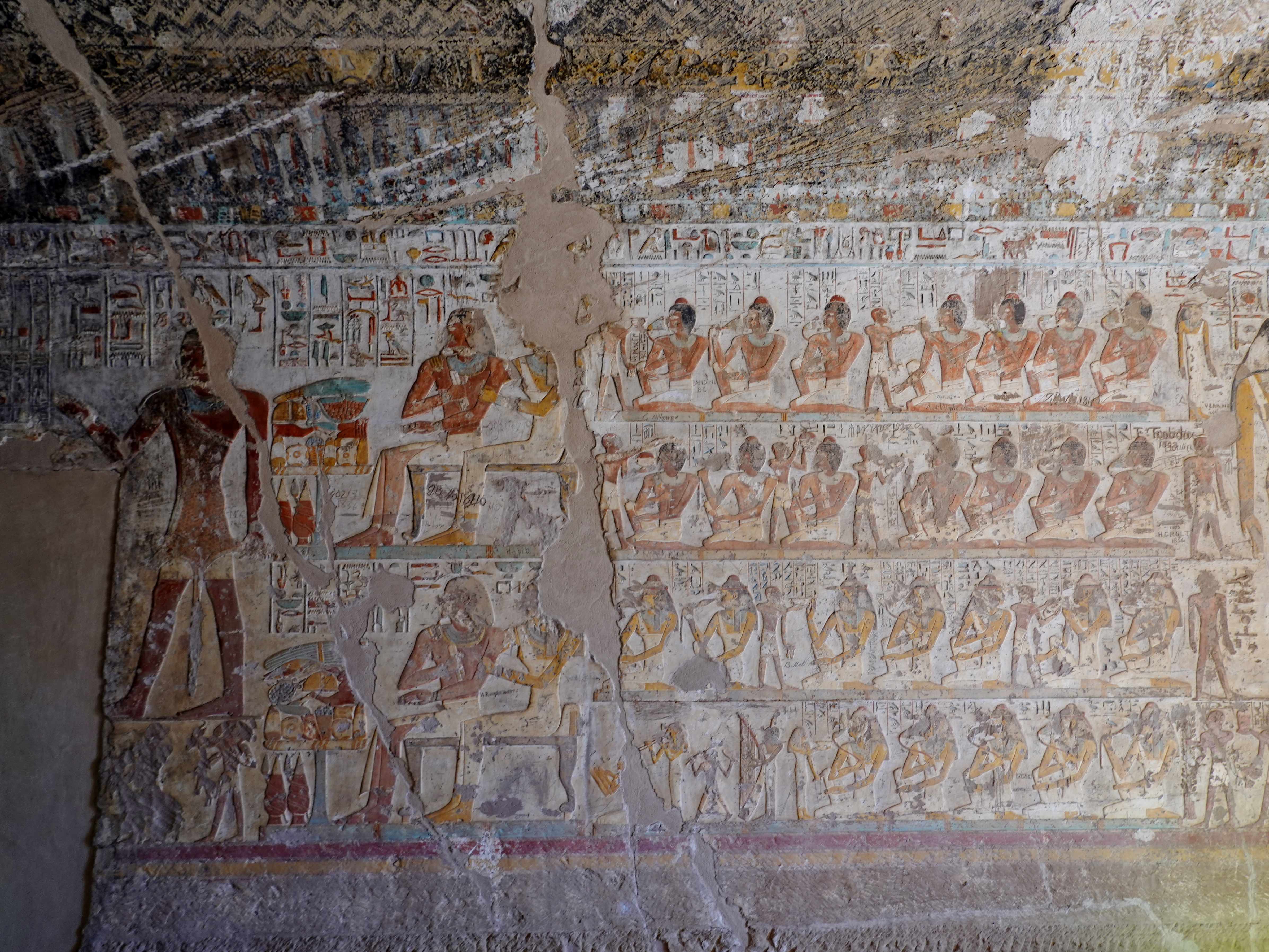
Festszene im Grab des Paheri
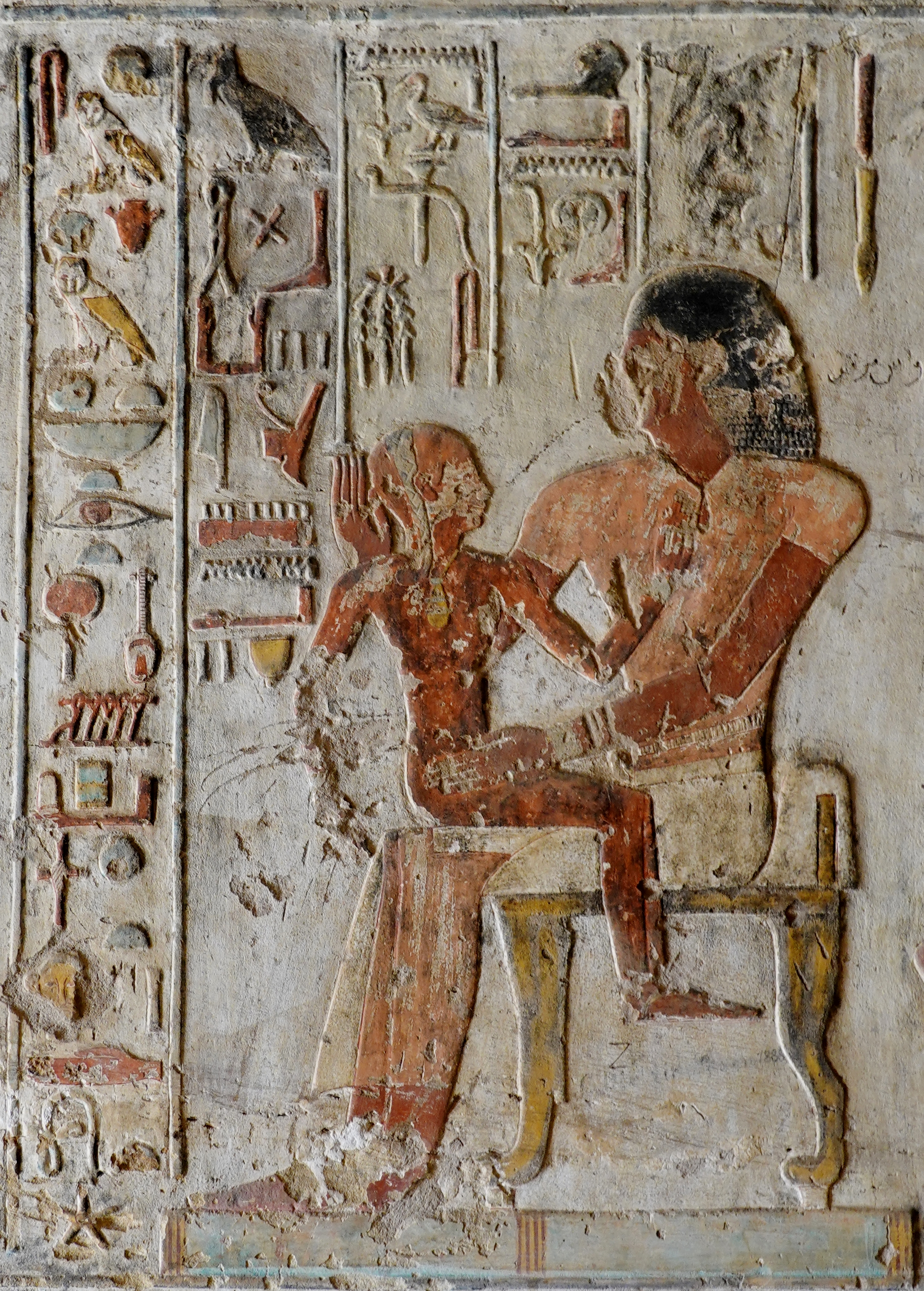
Paheri und Wadjmes